# Neoitamus rubrofemoratus
Neoitamus rubrofemoratus là một loài ruồi trong họ Asilidae. Neoitamus rubrofemoratus được Ricardo miêu tả năm 1919. Loài này phân bố ở vùng Cổ Bắc giới và châu Á.